# Highspire
Highspire es un borough ubicado en el condado de Dauphin en el estado estadounidense de Pensilvania. En el año 2000 tenía una población de 2,720 habitantes y una densidad poblacional de 1,452.7 personas por km².

## Geografía
Highspire se encuentra ubicado en las coordenadas 40°12′27″N 76°47′5″O / 40.20750, -76.78472

## Demografía
Según la Oficina del Censo en 2000 los ingresos medios por hogar en la localidad eran de $32,083 y los ingresos medios por familia eran $40,398. Los hombres tenían unos ingresos medios de $31,269 frente a los $24,188 para las mujeres. La renta per cápita para la localidad era de $18,781. Alrededor del 10.4% de la población estaba por debajo del umbral de pobreza.